# Ediciones Corregidor
Corregidor es una editorial argentina con sede en Buenos Aires, fundada en 1971, que se ha caracterizado por editar libros de cultura popular, literatura y ciencias sociales de difícil acceso al mercado. Concebida como un emprendimiento personal y familiar por parte de su fundador, Manuel Pampín, ha publicado obras que se volvieron muy importantes para el estudio y la difusión del tango, el lunfardo y el sindicalismo, así como el rescate de las obras de autores sin difusión, como la del pensador argentino Macedonio Fernández. Ha sido considerada la mayor editorial del mundo en producción de libros de tango, entre los que se destaca su colección La historia del tango.
Algunos de los autores que mantuvieron una relación editorial estrecha con Corregidor fueron el novelista Marco Denevi, el escritor uruguayo Juan Carlos Onetti, el poeta Haroldo Conti y el sociólogo experto en sindicalismo Julio Godio.   

## Trabajo editorial
En 2013 Corregidor tenía un catálogo de 1400 títulos vivientes y otras 3000 reediciones y novedades. Su propietario, Manuel Pampín, menciona además que deben considerarse también los libros "silenciados", refiriéndose a la censura 
impuesta durante la última dictadura. Entre los libros editados que fueron prohibidos cita los del poeta Juan Gelman, los de Puiggrós y Haroldo Conti.

### Tango
Corregidor se destaca especialmente por la publicación de libros de tango. Hasta 2013 había superado las 300 ediciones de libros, de los cuales 30 están referido a Carlos Gardel.
Entre ellos se destaca la colección La historia del Tango, dirigida por León Benarós, Juan Carlos Martini y Manuel Pampín, que hasta la fecha (2013) consta de 21 volúmenes que reúnen a más de 150 historiadores y especialistas, entre ellos José Gobello, Luis A. Sierra, León Benarós, Sebastián Piana, Estela Dos Santos, Enrique Cadícamo, Horacio Ferrer, Oscar del Priore, Luis Alposta, Francisco García Jiménez, Roberto Selles, Jorge Gottling, Osvaldo Pellettieri, Oscar D. Zucchi, entre otros.

### Sindicalismo
Una de las líneas editoriales de Corregidor se orientó a publicar obras sobre sindicalismo, una temática para la cual prácticamente nunca hubo editoriales dispuestas en Argentina. Entre los libros publicados por la editorial se encuentra la monumental Historia del movimiento obrero argentino (1878-2000), de Julio Godio,  La tercera Década Infame (2003) y Crónica de una Ley No Negociada: El Fin de los Tickets -caso soborno- (2008), de Héctor Recalde.

### Macedonio Fernández
Entre las características más destacadas de Corregidor se encuentra haber rescatado la obra del pensador aregentino Macedonio Fernández, a través de un proyecto que llevó 30 años, con más 17 libros publicados sobre el autor.

## Reconocimientos
Corregidor, a través de su titular Manuel Pampín, ha recibido los siguientes reconocimientos por su labor:
- Gardel de Oro (1980);
- Protector y miembro de la Academia Nacional del Tango (1992)
- Orden del Porteño, de la Asociación Gardeliana (1993)
- Académico Honoris Causa de la Academia Nacional del Tango (1994);
- Buzón de la Asociación de Amigos del Museo Mano Blanca (2003);
- Premio Arturo Jauretche a la Cultura del Instituto Superior Dr. Arturo Jauretche.